# Елдоминвест
„Елдоминвест“ ООД е българско предприятие производител и търговец на електродомакински и газови уреди с основател Цветан Йончев Велковски. Годишния производствен капацитет на фирмата е 500 000 уреда. През 2015 г. Йонка Велковска-Георгиева приема управлението на компанията „Елдоминвест“ от баща си Цветан Велковски.

## Разположение
Заводът на ЕЛДОМИНВЕСТ ООД се намира във Варна, близо до бившото предприятие "Елпром". Площта на трите производствени района на ЕЛДОМИНВЕСТ е 42 000 кв. м. В компанията работят около 540 квалифицирани специалисти.

### Заводи
В град Варна е централният офис и трите завода. Всеки район е специализиран в производството на различни категории уреди.
В Завод 1 се произвеждат електрически бойлери от 5 до 120 литра, стенни конвектори до 2kW и подови конвектори. Произвеждат се всички пластмасови елементи, необходими за произвежданите уреди.
В Завод 2 се произвеждат голямо литражни бойлери с топлообменници от 150 до 2000 литра, буферни съдове, плотове за вграждане, малки готварски печки и фурни.
В Завод 3 се произвеждат различни видове електрически нагревателни елементи: потопяем нагревателен елемент за вертикален монтаж, сух керамичен, сух метален и спираловиден.

### Логистични центрове
ЕЛДОМИНВЕСТ разполага с 3 логистични центъра. Централния логистичен център е разположен в околностите на град Варна, а другите два в град Пловдив и в град София.
Логистичният център в град Варна е върху терен от 19 000 кв. м., със застроена площ от 5000 кв. м. и е с капацитет 6000 палетни места. Складовото стопанство разполага с 6 автоматизирани товарни рампи. Инвестицията за логистичния център възлиза на 5.5 млн. лева. Центъра служи за координация на експедицията на продукцията на ЕЛДОМИНВЕСТ в България и чужбина.
Логистичния център в град Пловдив е върху площ от около 1600 кв. м. Базата обслужва 6 области в България: Пазарджик, Пловдив, Хасково, Смолян, Стара Загора и Кърджали.
Логистичния център в град София е около 1750 кв. м.

### Фирмени магазини
Компанията разполага със собствени фирмени магазини във Варна, Пловдив и София. Като основния магазин е в град Варна.

### Сервизи
ЕЛДОМИНВЕСТ поддържа собствена сервизна мрежа от около 108 обекта в цяла България. Сервизите осигуряват монтаж, гаранционно и след гаранционното обслужване на уредите произведени в компанията.

## Портфолио
Продуктовото портфолио на компанията включва 4-ри категории уреди: елекрически бойлери, уреди за алтернативна енергия, уреди за готвене, електрически отоплителни уреди.

### Електрически бойлери
Компанията поддържа широк моделен асортимент от електрически бойлери. Бойлери от 30 до 200 литра за стенен монтаж; моментно нагряващи (проточни) бойлери за кухня, за баня и комбинирани; бойлери от 7 до 15 литра за мивка; стоящи електрически бойлери от 150 до 300 литра. Според вида монтаж има бойлери за вертикален, хоризонтален, универсален и подов монтаж.

### Уреди за алтернативна енергия
В тази категория спадат комбинирани бойлери за стенен монтаж с обем от 80 до 200 литра, комбинирани бойлери за подов монтаж от 150 до 2000 литра, буферни съдове от 60 до 2000 литра, слънчеви колектори, термопомпени системи и термопомпени бойлери.

### Уреди за готвене
Компанията произвежда готварски фурни, плотове за вграждане, малки готварски печки със стъклокерамичен плот, с чугунени плочи и комбинирани.

### Електрически отоплителни уреди
Портфолиото на компанията включва стенни конвектори с електронно управление с два дизайна и мощности от 0,5 kW до 3 kW, подови конвектори с два дизайна и мощност 2 kW.

## Производство и технологии
В производствения процес на ЕЛДОМИНВЕСТ се използва високотехнологично оборудване и инсталации.
Технологични процеси в ЕЛДОМИНВЕСТ:
- преработване на листов стоманен материал;
- дълбоко изтегляне с хидравлични преси с програмно управление;
- прецизно лазерно рязане;
- леене на магнезиеви сплави;
- леене на пластмаси чрез програмируеми шприц-машини;
- МАГ, МИГ и ВИГ заваряване на черни и цветни метали, включително автоматизирано заваряване на нипели и муфи;
- електроконтактно заваряване на листови стомани;
- бластване на серпентини и на водосъдържатели преди емайлиране чрез дробоструене;
- химическа обработка на водосъдържателите чрез байц-агрегат;
- течно и електростатично прахово емайлиране;
- газови емайлови пещи, едната от които е с огромни възможности – обслужва всички обеми до 1000 литра бойлери;
- гофриране на неръждаеми тръби;
- производство на медни и неръждаеми електрически тръбни нагреватели;
- нанасяне на декоративно прахово покритие в цветове бял и INOX;
- шприцоване на безфреонов пенополиуретан;
- асемблиране на уредите;
- тестване на готовите изделия чрез апаратура за краен контрол;
- производство на инструментална екипировка.

## Износ
През 2020 година продуктите на ЕЛДОМИНЕВЕСТ се изнасят в страните от Европейския съюз, Близкия Изток и САЩ. Над 50% от произведената продукцията е предназначена за износ.

## История на компанията
- 1987 – През 1987 г. месец юни отдел „Капитално строителство, реконструкция и модернизация“ към варненския завод „Елпром“ се обособява в самостоятелно предприятие „Перлаинвест“ с директор Цветан Велковски. Предмет на дейност на фирмата е проектиране, изграждане и основен ремонт на строителни обекти в структурата на Стопанско обединение „Перла“. Създават се отделите „Финансово-счетоводен“, „ТРЗ“, „Снабдяване“, „Проектиране“, „Производствено-технически“, „Личен състав“ и строителна бригада. Екипът наброява 37 души.

- 1989 – Между 1989 – 1990 г. строителството в България е в застой и „Перлаинвест“ е в трудна ситуация, а именно закриване или започване на ново производство. Ръководството на фирмата чрез банков кредит да закупува линия за емайлиране на холандската фирма „Ferro“ и линия за заваряване на фирма „Cloos“ – Австрия. Целта на инвестицията е стартиране на серийно производство на първите в страната бойлери с емайлиран водосъдържател. Преди началото на серийното производство, за да запази служителите, и за да погаси кредита си, фирмата се ангажира с различни дейности като производство на стелажи, багажници за автомобили, масички, стойки за чадъри за Германия. Това е и първият износ на фирмата. Друг продукт, който произвежда, е скейтборд с лика на звездата Майкъл Джаксън. За периода 1989 – 1991 г. са произведени 25 000 скейтборда.

- 1993 – Качеството на произвежданите в ЕЛДОМИНВЕСТ фамилия бойлери от 50, 80 и 120 литра води до първия „Златен медал“ за фирмата на есенния Пловдивски панаир.
- 1994 – През 1994 година стартира производство и реализация на две нови изделия – електродомакинска центрофуга за пране и полуавтоматична пералня. На 22.12.1994 г. фирмата чества производството на 100-хилядния бойлер.
- 1995 – ЕЛДОМИНВЕСТ произвежда първите бързонагряващи бойлери със свободно изтичане „Гейзер“. В страната се изгражда сервизна структура от 58 обекта. На 17.04.1995 година, мениджърския екип, 85 работници и служители, учредяват акционерно дружество ЕЛДОМИНВЕСТ-1 АД, капиталът за регистрация на акционерно дружество е 1347 акции – 1 347 000 лева. Това е пример за работническо-мениджърска приватизация в България.
- 1996 – Собствеността на дружеството става изцяло частна с изплащане на целия дял на държавата за един месец. На 19.04.1996 година се произвежда 200-хилядният бойлер. Стартира производство на първия български 10-литров емайлиран бойлер с пластмасов кожух. Реализира се първият износ на бойлери – за Полша и Молдова.
- 1997 – През 1997 г. фирмата внедрява в производство 150 и 200 литра бойлери. Същата година разработва комбинирани модели със серпентина (топлообменник). Месечната производителност за пет години нараства над 10 пъти – 4200 изделия. Монтажните линии са преустроени за производство на масовите бойлери 80 л. с различен диаметър. Делът на тези модели е 67% от целия обем производство на ЕЛДОМИНВЕСТ. Персоналът наброява 197 души.
- 1998 – През 1998 стартира внедряване на Система за осигуряване на качеството. На 19.05.1998 година ЕЛДОМИНВЕСТ получава сертификат по международния стандарт ISO9002:1994. ЕЛДОМИНВЕСТ е първото българско предприятие, производител на бяла техника, притежаващо този сертификат. Започва производството на първите проточни бойлери и бойлери с обем 150 и 200 литра. На пролетния международен пловдивски панаир се връчва диплом и златен медал за Фамилия електродомакински бойлери.
- 1999 – През 1999 година приключва успешно инвестиционната програма по договора с държавата за приватизацията на дружеството. С тържествен водосвет на 29.10.1999 г. се открива новият търговски и административен център на ЕЛДОМИНВЕСТ. Следва разширяване на складовата база, изграждане на административна сграда и работническа столова.
- 2000 – През 2000 година се разработват и внедряват в производството голямо литражните бойлери с обем 300, 400 и 500 литра.
- 2001 – През тази година работата в компанията се преструктурира и се обособяват нови структурни звена. Дейностите се обособяват в три направления: производствено-техническа и развойна, финансово-икономическа и търговска дейност, маркетинг и реклама. Експортните продажби вече са в шест европейски държави. От поточните линии на ЕЛДОМИНВЕСТ излизат първите бойлери за морски съдове.
- 2002 – За да отговори на растящите пазарни потребности, компанията стартира дългосрочна инвестиционна програма, целяща увеличаване на производствения капацитет за технологичното обновление. На пазара се появяват три модела камини. През декември 2002 г. след проведен пререгистрационен одит от най-голямата в света организация за контрол и сертификационни услуги SGS, системата за управление на качеството на ЕЛДОМИНВЕСТ е сертифициран по международен стандарт ISO 9001:2000. Персоналът на ЕЛДОМИНВЕСТ наброява 263 души. В компанията за един месец се произвеждат над 8000 бр. изделия с над 50 модификации.
- 2003 – ЕЛДОМИНВЕСТ Започва производство миниготварски печки. Сред тях са първите български готварски печки със стъклокерамичен плот и първите български готварски печки с енергиен клас А. Електрическият модел мини готварска печка със стъклокерамичен плот печели Диплом и Златен от Есенен Международен Технически панаир – Пловдив 2003.
- 2004 – През 2004 г. е произведен първия български 1000-литров бойлер с емайлиран водосъдържател. Същата година Българската стопанска камара удостоява ЕЛДОМИНЕВЕСТ с Диплом[2] за иновационна политика и за завоюване на нови пазарни ниши. Компанията получава и почетна грамота за иновационно предприятие на годината от Министерството на икономиката, Фондация „Приложни изследвания и комуникации“ и Световната банка. В Завод 2 се изгражда нов цех и производствената площ нараства с около 2 декара.
- 2005 – В Завод 1 на ЕЛДОМИНВЕСТ е построен втори цех със застроена площ 2 000 кв. м. Компанията се сдобива с нова складова база, настоящия Завод 3. Създадена е нова серия енергоспестяващи бойлери с увеличена топлоизолация. Първите български бойлери с електронно управление са произведени от ЕЛДОМИНВЕСТ. Стартира износ в САЩ.
- 2006 – През 2006 е произведен едномилионният бойлер на ЕЛДОМИНВЕСТ. От 2002 до 2006 са направени инвестиции в размер над 10 000 000 лв. Експортният пазар на ЕЛДОМИНВЕСТ през 2006 г. обхваща десет европейски държави. През същата година за местен и експортен пазар са произведени 240 000 уреда. Стартира производството на бойлери от неръждаема стомана с гофрирани серпентини от неръждаема стомана. При тях топлообменът се повишава с 15%.
- 2007 – През 2007 се изграждат нови производствени и складови помещения, с обща площ 4000 кв. м. В завод 2 продължава модернизацията на производствени мощности: нови преси, заваръчни роботи, байц-агрегат, емайлови пещи, нова бояджийна линия. В завод 1 от август месец започва производство нова високопродуктивна заваръчна линия, включваща роботи и автомати от последно поколение. В експлоатация е въведена модерна инсталация за прахово емайлиране на фамилията електрически бойлери с обем от 30 до 120 литра. Той е напълно автоматизиран и обхваща всички процеси: бластване на водосъдържателите, прахово емайлиране и изпичане на емайлираните водосъдържатели. На пазара се появяват нови серии продукти на ЕЛДОМИНВЕСТ: нови проточни бойлери, нови модели стоящи бойлери с обем от 150 до 1000 литра и бойлери с електронно управление.
- 2008 – Въведени са в експлоатация нови машини с ЦПУ (цифрово-програмно управление) в участъка за Разкрой. Автомобилния парк на ЕЛДОМИВЕСТ е изцяло подновен. Транспортният отдел е в състояние да доставя продукция до всяка точка на Европа. Всички електрически модели водонагреватели на ЕЛДОМИНВЕСТ от месец август са сертифицирани в съответствие с руския стандарт „Гост Р“. Стартира производството на нова серия стъклокерамични готварски плотове за вграждане. Те са сертифицирани с продуктов знак за качество на „Интер Тестинг Сървисиз“ ETL за съответствие на стъклокерамични плотове за вграждане с високите изисквания на американския UL858 и канадския CAN/CSA-C22.2 стандарти. Също през 2008 г. SEMKO позволява маркирането на стъклокерамичните плотове за вграждане, произведени от ЕЛДОМИНВЕСТ, със знака СЕ за съответствие с изискванията на LVD и EMC директиви на ЕС и Съвета на Европа.
- 2009 – В условията на Световната финансова криза, в началото на годината е въведен в експлоатация модерен високопродуктивен тактов конвейер за монтаж на бойлери от фамилията електрически бойлери с обем от 30 до 120 литра. През месец октомври е открит Завод 3, в който стартира масовото производство на електрически тръбни нагреватели с различна мощност, форма и дължина.
- 2010 – На пазара се появяват първите от компанията плоски и вакуумно-тръбни термални слънчеви колектори. Системата за управление на качеството на ЕЛДОМИНВЕСТ е пресертифицирана в съответствие с международния стандарт ISO 9001:2008.
- 2011 – ЕЛДОМИНВЕСТ представя на пазара нови групи продукти: термосифонни системи, буферни съдове, нови модели бойлери с обем 5, 10 и 15 литра. Към момента компанията не произвежда термосифонните системи.
- 2012 – Първите български конвектори ЕЛДОМ с електронно управление са налични в пазарната мрежа. Това са и първите стенни конвектори ЕЛДОМ.
- 2013 – През пролетта на 2013 г. ЕЛДОМИНВЕСТ представя новата си фамилия проточни бойлери ЕЛДОМ. Фамилията включва модели за монтаж над мивка с различна мощност и смесителни батерии.
- 2014 – През 2014 ЕЛДОМИНВЕСТ предлага на пазара и термопомпени системи с голям капацитет, работещи както в режим „отопление“, така и режим „охлаждане“. Това е част от иновационната програма, насочена към оползотворяването на алтернативни източници на енергия.
- 2015 – Открита е модерна линия за производство на енергоспестяващи бойлери с вместимост от 30 до 2000 литра. С инвестиция на стойност 5,5 млн. лв., ЕЛДОМИНВЕСТ изпълнява поредната фаза от дългосрочната си програма за технологична модернизация.
- 2016 – На 10 февруари ЕЛДОМИНВЕСТ е отличен от Агенцията за инвестиции в категория „Инвестиция в иновативен бизнес“[3]. Призът е връчен от вицепремиера и Министъра на образованието и науката Меглена Кунева. Вследствие на извършената модернизация и строителството на нови производствени участъци, годишният производствен капацитет на ЕЛДОМИНВЕСТ успява да реализира 500 000 изделия. Компанията е един от малкото европейски производители на емайлирани бойлери с обем 2000 литра.
- 2017 – През 2017 г. Елдоминвест навършва 30 години. По повод събитието в Завод №1 е въведена в експлоатация модерна линия за производство на енергоспестяващи електрически бойлери с обем от 30 до 120 литра. Новите модели водонагреватели съответстват на най-стриктните енергийни и екологични европейски норми. Заедно със съпътстващото технологично оборудване стойността на инвестицията надхвърля 2,7 милиона лева. Дизайнът на стоящите бойлери с топлообменници с вместимост от 120 до 2000 литра е променен изцяло. В края на лятото, на пазара се появяват новите стенни конвектори, с конструктивни нововъведения, позволяващи оптимална конвекция при намаляване разхода на енергия.
- 2018 – ЕЛДОМИНВЕСТ започва прилагането на концепцията „Internet of things“ в продуктите ELDOM. След двегодишни тестове в лабораторна среда, в серийно производство са въведени първите уреди на компанията, които могат да бъдат управлявани изцяло през интернет с приложение. Това са стенни конвектори, електрически бойлери и комбинирани бойлери с един и два топлообменника.
- 2019 – През месец април в Завод 1 на ЕЛДОМИНВЕСТ е въведена в експлоатация иновативна ГАПС (Гъвкава Автоматизирана Производствена Система) за производство на корпусни детайли. Проектът е съфинансиран по оперативна програма „Иновации и конкурентоспособност“ BG16RFOP002-1.001 и е на стойност 2,75 млн. лв. ЕЛДОМИНВЕСТ открива модерна логистична база в близост до Варна, в която се акумулират и разпределят товаровите потоци за България и десетките експортни пазари. Инвестицията възлиза на 5,5 млн. лв.
- 2020 – През месец Юни ЕЛДОМИНВЕСТ навършва 33 години и по този повод е представена нова серия електрически бойлери с термосметителна система. Компанията въвежда на пазара и първите за ЕЛДОМИНВЕСТ бойлери с FLAT дизайн с електронно управление. От месец август в серийното производство ЕЛДОМИНВЕСТ въвежда нова полиуретанова система (PPU) със затворена клетъчна структура „Closed Cells“ от групата на HFO (хидрофлуороолифините). Полиуретановата система е разработена специално за ЕЛДОМИВЕСТ от световно признат производител. В Завод 2 се въвежда в експлоатация нова автоматизирана линия за прахово боядисване. Инвестиционния проект е на стойност 1 600 000 лв. На 1 ноември с голямо съжаление ЕЛДОМИНВЕСТ се сбогува с основателя си г-н Цветан Йончев Велковски. За да осигури надеждно гаранционно и следгаранционно обслужване, ЕЛДОМИНВЕСТ поддържа мрежа от 108 сервизни центъра в страната. Днес компанията изнася продукцията си в над 30 държави на 4 континента. В трите завода на компанията работят над 540 специалисти.